# Elvira Vicharevová
Elvira Vladimirovna Vicharevová (rusky Эльвира Владимировна Вихарева, *8. června1990, Irkutsk, RSFSR, SSSR) je ruská opoziční politička a bývalá kandidátka na poslankyni Státní dumy Ruské federace. Videoblogerka na společenská a politická témata, autorka stejnojmenného kanálu na YouTube. 

## Biografie
Elvira Vicharevová se narodila 8. června 1990 v Irkutsku. 
V roce 2012 absolvovala Moskevský institut televize a rozhlasu „Ostankino“. Druhé vzdělání získala na Fakultě politologie Ruské státní humanitní univerzity (RGGU). 
Od března 2020 začala Vicharevová vést svůj stejnojmenný kanál na YouTube.  

## Politická činnost
V roce 2017 vstoupila do strany Jabloko. Kandidovala přes platformu „politického Uberu“ politiků Maxima Kace a Dmitrije Gudkova a za stranu Jabloko do Rady poslanců městské části Altufjevský.
Jako jedna z tvůrců „Strany změn“ – bývalé strany „Občanská iniciativa“ – byla Vicharevová členkou politické rady moskevské pobočky Strany změn. Na nejvyšší pozice strany byli jmenováni Dmitrij Gudkov a Xenija Sobčak.
V roce 2018 pracovala v týmu opozičních politiků Dmitrije a Gennadije Gudkovových, poté organizovala a moderovala stranický lektorium, který spojoval lidi s demokratickými názory a lídry veřejného mínění – novináře, filozofy, publicisty, politiky, politology, sociology a obránce lidských práv. Ve stranickém lektoriu vystoupili Viktor Šenderovič, Andrej Kuraev, Jurij Kobaladze, Alexej Kondaurov, Gennadij Gudkov, Mark Fejgin, Lev Rubinštejn, Stanislav Belkovskij, Alexej Venediktov, Jevgenij Šestakov, Jekatěrina Šulmanová, Valerij Solovjev, Irina Prochorová, Jevgenija Albats, Dmitrij Gudkov, Nikolaj Karlovič Svanidze, Natalja Zubarevič, Leonid Gozman, Dmitrij Oreškin za účelem poskytování objektivních informací o uspořádání různých socio-ekonomických procesů. V srpnu 2019 úřady schválily konání masové akce na prospektu Sacharova. Vicharevová byla moderátorkou shromáždění. V roce 2019 byla jednou z organizátorů shromáždění na prospektu Sacharova, které se konalo 10. srpna 2019. Shromáždění „Vrátíme si právo na volbu“ 10. srpna 2019 podle odhadů Bílé počítadlo shromáždilo až 60 tisíc lidí a stalo se největším od roku 2011. Všichni organizátoři byli předvoláni k výslechu na policii den předem, ale přesto se shromáždění uskutečnilo v plánovaný den. Kromě Elviry Vicharevové se na organizaci akce podíleli také místní poslanci: Ilja Azar, Denis Šenderovič, Andrej Morev, Jelena Rusakova, Jelena Filina, členka „Otevřené Ruska“ Tatjana Usmanova, aktivista Sergej Rachnovskij a členka „Solidarity“ Naděžda Mitjuškina. Organizátoři shromáždění „Vrátíme si právo na volbu“, které se konalo 10. srpna 2019, předali rezoluci do prezidentské kanceláře Ruska. V rezoluci požadovali připuštění opozičních politiků k volbám nebo jejich zrušení, ukončení případů zahájených po akcích 14. července 2019, 27. července 2019 a 3. srpna 2019, a zrušení obecního filtru na podzimních volbách. Také požadovali pohnání k odpovědnosti příslušníků bezpečnostních složek, kteří bijí protestující, a zákaz přesunu sil MV a Rosgvardije z jiných regionů. Dokument předali poslanci Jelena Filina, Andrej Morev a Jelena Rusakova, a dokument podepsali také Ilja Azar a Elvira Vicharevová.
V roce 2019 vedla volební štáb Gennadije Gudkova ve volbách do Moskevské městské dumy. Úřady odmítly registraci politika, načež Vicharevová oznámila, že podala oznámení o pořádání shromáždění a pochodu v Moskvě dne 14. září 2019 s cílem umožnit účast nezávislým opozičním kandidátům. Ve stejném měsíci se třikrát pokusila zorganizovat shromáždění na stejném místě, ale tyto plány nebyly schváleny. Dne 19. září 2019 policie Vicharevovou varovala před nezákonností pořádání neschválených akcí.
Představovala a obhajovala názor politické opozice na řadu aktuálních otázek vnitřní a zahraniční politiky Ruské federace. V roce 2021 kandidovala do Státní dumy VIII. volebního období v jednomandátovém volebním okrsku č. 196 – Babuškinský v Moskvě za Stranu růstu. Během volební kampaně Vicharevová iniciovala schůzku s předsedkyní Ústřední volební komise Elou Pamfilovovou v souvislosti s nepřipuštěním pozorovatelů OBSE v plném počtu pro práci při parlamentních volbách. Ve volbách do Státní dumy Ruské federace 17.–19. září 2021 získala ve volebním okrsku Babuškinský 2,40 % hlasů.
Dne 31. května 2022 oznámila svůj záměr kandidovat v obecních volbách za obvod Jakimanka. Dne 27. července 2022 soud v Zamoskvoreckém okrese vyloučil kandidátku Elviru Vicharevovou z voleb v okrsku Jakimanka. Poté se na dveřích politiků Elviry Vicharevové a Nodari Chananašvili objevily plakáty s jejich fotografiemi a nápisem „Podporuje ukrajinské nacisty“. V říjnu 2022, navzdory hrozbám a nátlaku, pokračovala Elvira Vicharevová v obcházení domů ve svém okrsku na severu Moskvy s nabídkou pomoci při řešení různých sociálních problémů. 
Dne 24. března 2023 vystoupila na CNN s Erin Burnettovou po údajném otrávení v Rusku. V její krvi byly nalezeny stopy toxického dichromanu draselného a první bolestivé symptomy se objevily v listopadu 2022, přičemž se zhoršily v prosinci 2022 a únoru 2023. Symptomy zahrnovaly silné bolesti břicha, zrychlený tep, necitlivost končetin, svalové křeče, mdloby a vypadávání vlasů. Dne 21. dubna 2023 zařadilo Ministerstvo spravedlnosti Ruska Vicharevovou na seznam „zahraničních agentů“.
Ruské ministerstvo obrany v reakci na dotaz aktivistky Elviry Vicharevové, proč vláda nevydala dekret o ukončení mobilizace, uvedlo, že zrušení dekretu by mohlo vést k porušení práv mobilizovaných. Odpověď ministerstva zveřejnila na sociálních sítích.
Dne 22. března 2024 společně s dalšími „zahraničními agenty“, moderátorkou Taťjanou Lazarevovou, novinářem Sergejem Markelovem, aktivistkou Darjou Serenkovou a ekonomem Vladislavem Inozemcevem, Elvira Vicharevová přišla s iniciativou kandidovat v zářijových volbách do Moskevské městské dumy. Předpokládalo se, že v této kampani se zúčastní 45 „zahraničních agentů“, podle počtu volebních obvodů v Moskvě. Opozice tímto způsobem chtěla vyjádřit nesouhlas s politickým systémem a způsobit nepohodlí „těm, kdo přinášejí nenapravitelnou škodu zemi“.
Státní duma na tuto iniciativu okamžitě reagovala. Návrh dodatků, zakazující „zahraničním agentům“ a konkrétně Vicharevové kandidovat, byl schválen ve třech čteních dne 6. května.
Dne 15. května 2024 ruský prezident Vladimir Putin podepsal zákon, který zakazuje „zahraničním agentům“ účastnit se voleb na všech úrovních, stejně jako působit jako pozorovatelé a důvěrníci kandidátů.